# Bagger 293
Bagger 293 (MAN TAKRAF RB293) ist ein Schaufelradbagger des Typs SRs 8000. Er wurde 1995 von TAKRAF, dem ehemaligen ostdeutschen Kombinat TAKRAF, gebaut.
Er hält gleichzeitig die Rekorde für das größte und schwerste Landfahrzeug im Guinness-Buch der Rekorde. Der Bagger 293 gehört zu einer Gruppe ähnlich großer „Geschwister“-Fahrzeuge wie dem Bagger 281 (Baujahr 1958), Bagger 285 (1975), Bagger 287 (1976), Bagger 288 (1978) und Bagger 291 (1993).
Er wird im Braunkohlentagebau in Hambach eingesetzt. Die Bezeichnung Bagger 293 bekam er von seinem derzeitigen Besitzer der RWE Power AG. Von seinem früheren Eigentümer, dem Braunkohlekonzern Rheinbraun, der bereits seit 1932 eine Tochter der RWE war, wurde er als RB293 bezeichnet.

## Technische Daten
| Gewicht                        | 14.196 t                |
| Länge                          | 226 m                   |
| Höhe                           | 96 m                    |
| Anzahl der Raupen              | 12                      |
| Fahrspurbreite einer Raupe     | 5,75 m                  |
| Geschwindigkeit                | 0,1 bis 0,6 km/h        |
| Maximale Steigung              | 5°                      |
| Gesamtanschlussleistung        | 21.870 kW               |
| Durchmesser des Schaufelrotors | 21,6 m                  |
| Anzahl der Schaufeln           | 18                      |
| Nenninhalt einer Schaufel      | 6.600 l, bzw. 6,6 m³    |
| Förderleistung                 | 240.000 m³ Erde pro Tag |
| Arbeitsradius                  | 100 m                   |
| Abtragshöhe                    | ca. 51 m                |
| Abtragstiefe                   | ca. 17 m                |
| Besatzung                      | 5 Personen              |

## Rezeption
- Der Bagger 293 ist in der HBO Fernsehserie Westworld zu sehen. Er wird dort vom fiktiven „Locations & Constructions Department“ beim Terraforming eingesetzt.